# الصامعة (المحفد)

تعديل مصدري - تعديل

الصامعة هي إحدى قرى عزلة المحفد بمديرية المحفد التابعة لمحافظة أبين، بلغ تعداد سكانها 62 نسمة حسب تعداد اليمن لعام 2004. وهيا تعد من أقدم القرى في المديرية